# Манджоне, Луиджи
Луиджи Николас Манджоне (англ. Luigi Nicholas Mangione; родился 6 мая 1998 года) — американец, обвиняемый в убийстве Брайана Томпсона, генерального директора UnitedHealth.
Томпсон был застрелен в Нью-Йорке 4 декабря 2024 года. В результате полицейской облавы Манджоне был задержан и предстал перед судом спустя пять дней после совершения преступления в городе Алтуна, штат Пенсильвания. Власти утверждают, что при задержании у Манджоне были обнаружены пистолет и глушитель, напечатанные на 3D-принтере и аналогичные тем, что использовались при нападении; короткое рукописное письмо с критикой американской системы здравоохранения; его американский паспорт и несколько поддельных документов, удостоверяющих личность, включая водительские права на имя, использованное при регистрации в хостеле в Верхнем Вест-Сайде. Манджоне было предъявлено одиннадцать обвинений на уровне штата, а также четыре федеральных обвинения. Обвинения против него включают убийство первой степени, убийство, совершённое с террористическими намерениями, незаконное хранение оружия и преследование. Генеральный прокурор США Пэм Бонди поручила федеральным прокурорам добиваться смертной казни по федеральному делу Манджоне.
Манджоне характеризуют как «самого обсуждаемого и противоречивого подозреваемого в убийстве в новейшей истории». После ареста, сторонники Манджоне в Интернете чествуют его как народного героя. Опросы общественного мнения показали, что взрослые американцы скорее негативно относятся к Манджоне, а молодые и придерживающиеся левых взглядов респонденты чаще других поддерживают его. Поддержка Манджоне связывается с негативным мнением об отрасли медицинского страхования и практикой отказа в страховых выплатах. Дело Томпсона вызвало растущие призывы к реформе медицинского страхования.

## Ранняя жизнь, образование и карьера
Луиджи Николас Манджоне родился в Таусоне, штат Мэриленд, 6 мая 1998 года в семье Кэтлин (в девичестве Заннино) и Луиса Манджоне, пары итальянского происхождения из Балтимора. Его дед по отцовской линии, Николас Манджоне, был успешным бизнесменом из Балтимора, у него было 10 детей (пять сыновей и пять дочерей) и 37 внуков;, один из его внуков — Нино Манджоне — член Палаты делегатов Мэриленда. После смерти Николаса Манджоне бизнес перешёл его детям. Большая семья Манджоне владеет загородным клубом Hayfields, курортом Turf Valley, оздоровительным центром Lorien Health Services, радиостанцией WCBM и фондом Mangione Family Foundation. У Манджоне есть две старшие сестры.
Манджоне учился в школе Гилмана, частной средней школе для мальчиков в Балтиморе, которую окончил с отличием в 2016 году. В 2020 году Манджоне окончил Пенсильванский университет с характеристикой сcum laude (с отличием). Он получил степень бакалавра наук в области инженерии (BSE) по специальности «компьютерная инженерия» и степень магистра наук в области инженерии (MSE) по специальности «компьютерные и информационные науки». Его бакалавриат включал дополнительную специальность по математике, а аспирантская программа — была сосредоточена на изучении искусственного интеллекта. Будучи студентом бакалавриата, в период с мая 2016 по август 2017 года, он был стажером в компании Firaxis Games и участвовал в разработке пользовательского интерфейса игры Civilization VI.
С ноября 2020 и по 2023 год  Манджоне был инженером данных в TrueCar, работа осуществлялась им удалённо.

## Предполагаемая роль в убийстве Брайана Томпсона

### Убийство
Брайан Томпсон, генеральный директор американской компании медицинского страхования UnitedHealthcare, был застрелен в Мидтауне, Манхэттен, 4 декабря 2024 года. Выстрелы раздались рано утром у входа в нью-йоркский отель Hilton Midtown и попали на видео. Томпсон получил ранения в ногу и спину. Томпсон приехал в город для участия в ежегодной встрече инвесторов холдинговой компании UnitedHealthcare — UnitedHealth Group. Подозреваемый, которого первоначально описали как белого мужчину в маске, скрылся с места преступления.
Стрелок был в маске и приехал в Нью-Йорк на автобусе из Атланты. На гильзах и выброшенном патроне были написаны слова delay, deny и depose. Эти три слова похожи на delay, deny, defend — известную фразу в страховой отрасли, иллюстрирующую стратегию страховых компаний в отказе выплат по искам. Подозреваемого видели на автобусной остановке после убийства.

### Арест
9 декабря 2024 года местная полиция арестовала Манджоне в ресторане McDonald's в городе Алтуна, штат Пенсильвания. Полиция выехала по вызову сотрудника, заметившего сходство между внешностью Манджоне и фотографиями предполагаемого убийцы Томпсона, опубликованными Департаментом полиции Нью-Йорка (NYPD). Алтуна находится примерно в 450 км к западу от Нью-Йорка. Полиция сообщила, что Манджоне «заметно нервничал», когда его спросили, посещал ли он недавно Нью-Йорк.
Полиция заявила, что при обыске у Манджоне были обнаружены напечатанный на 3D-принтере пистолет глушитель, идентичные использованным при совершении преступления. Полиция заявила, что они также обнаружили поддельные водительские права из Нью-Джерси с именем «Марк Росарио». Мужчина, который заселился в хостел на Манхэттене в конце ноября, использовал те же права. Сообщается, что гильзы, найденные на месте преступления, соответствуют оружию, найденному у Манджоне. Полиция также заявила, что при аресте Манджоне был обнаружен рукописный документ, состоящий из 262 слов и частично посвященный американской системе здравоохранения. Многочисленные СМИ охарактеризовали документ как манифест. Судимостей Манджоне на момент ареста не имел.

### Государственные и федеральные обвинения
9 декабря 2024 года в округе Блэр, штат Пенсильвания, Манджоне были предъявлены обвинения в ношении оружия без лицензии, подделке документов, предоставлении властям ложной информации о себе и хранении «орудий преступления». Примерно в 18:00 в здании суда округа Блэр ему было предъявлено обвинение в незаконном хранении огнестрельного оружия, его допросили сотрудники полиции Нью-Йорка и ему было отказано в освобождении под залог. Когда его вели в здание суда, Манджоне кричал в камеры, что освещение события в новостных СМИ «совершенно не соответствует действительности» и «оскорбляет интеллект американского народа и его жизненный опыт».
Позже в тот же день Манджоне был обвинен в Манхэттене в убийстве второй степени, трёх случаях незаконного хранения оружия и подделке документов, и был временно переведён в исправительное учреждение строгого режима в округе Хантингдон, штат Пенсильвания.
17 декабря 2024 года окружная прокуратура Манхэттена предъявила Манджоне обвинение по 11 пунктам, предусмотренным законом штата Нью-Йорк.
Манджоне был доставлен в Нью-Йорк 19 декабря 2024 года, там же ему было предъявлено обвинение в четырёх федеральных преступлениях. 23 декабря он предстал перед Верховным судом Нью-Йорка, но не признал себя виновным.
Он содержится в центре заключения «Метрополитен» в Бруклине под номером в федеральном реестре 52503-511, там он будет находиться до суда.
За убийство с применением огнестрельного оружия (третье федеральное обвинение) Манджоне грозит смертная казнь. В период своего второго президентства президент Дональд Трамп подписал указ, предписывающий применять смертную казнь везде, где это возможно. Генеральный прокурор Пэм Бонди объявила 1 апреля 2025 года, что прокуроры будут добиваться смертной казни по федеральному делу Манджоне. Государственные обвинения предусматривают максимальное наказание в виде пожизненного заключения.

### Защита
Адвокат Манджоне в Пенсильвании Томас Дики заявил, что Манджоне не признает себя виновным по всем предъявленным ему обвинениям. 13 декабря Манджоне нанял в качестве своего адвоката по делу в Нью-Йорке Карен Фридман Агнифило, бывшего прокурора окружной прокуратуры Манхэттена и юридического аналитика CNN.
13 декабря краудфандинговая платформа GoFundMe удалила сбор средств, созданный для поддержки Манджоне, из-за условий использования сайта, запрещающих сбор средств для юридической защиты от насильственных преступлений. Сбор средств GiveSendGo продолжается и по состоянию на апрель 2025 года было собрано более 830,000 долларов США. Спонсоры объясняли свои пожертования «политизацией» дела, потенциальным применением смертной казни, необходимостью проведения надлежащей правовой процедуры и разочарованием в системе здравоохранения. Карен Фридман Агнифило рассказала Newsweek, что Манджоне «знает о фонде и очень ценит поддержку», а также «планирует использовать фонд для борьбы со всеми тремя беспрецедентными делами против него». 14 февраля 2025 года сторона защиты Манджоне в Нью-Йорке запустила веб-сайт, посвященный предоставлению оперативной информации по его судебным делам в связи с «чрезвычайным объемом запросов и потоком поддержки».

## Личная жизнь
С января по июнь 2022 года Манджоне проживал в Surfbreak коливинге в Гонолулу, штат Гавайи.
Манджоне написал, что страдает спондилолистезом и болезнью Лайма. Когда он жил на Гавайях, из-за несчастного случая во время серфинга у него обострилась боль в спине, и он выразил обеспокоенность окружающим по поводу этой боли. Сообщается, что в июле 2023 года ему была сделана операция, позднее он написал в социальных сетях, что операция прошла успешно. Полиция заявила, что UnitedHealthcare не страховала Манджоне.
Летом 2024 года Манджоне перестал публиковать посты в социальных сетях. 18 ноября 2024 года его мать заявила о пропаже Манджоне в департамент полиции Сан-Франциско; она утверждала, что семья не получала от него никаких вестей с июля , вскоре после его туристического путешествия по Восточной и Юго-Восточной Азии. Мать Манджоне обратилась полицию Сан-Франциско, поскольку считала, что Манджоне живет в Сан-Франциско и все еще работает в TrueCar, имевшей там офис.

## Взгляды

### Рукописное письмо
После ареста Манджоне полиция заявила, что обнаружила у него рукописный документ, состоящий из 262 слов, который был охарактеризован многими СМИ как «манифест». Как следует из слов комиссара полиции Нью-Йорка Джессики Тиш, рукописный документ говорил о «мотивации и мировоззрении» Манджоне. Журналист Кен Клиппенштейн опубликовал расшифровку документа, который, по словам полиции, был найден у Манджоне. Полиция подтвердила подлинность расшифровки. Сама расшифровка приводится ниже:

Обращаясь к федералам, скажу коротко — я действительно уважаю то, что вы делаете для нашей страны. Чтобы избавить вас от долгого расследования, я открыто заявляю: я действовал в одиночку. Это было довольно тривиально: немного элементарной социальной инженерии, базовые знания CAD, много терпения. В спиральном блокноте, если он сохранился, есть разрозненные заметки и списки дел, которые проливают свет на суть дела. Мои технологии довольно закрыты, — я инженер, — поэтому, вероятно, там не так много информации. Я приношу извинения за причинённый вред, но  это нужно было сделать. Честно говоря, эти паразиты просто заслужили это. Напоминание: в США самая дорогая система здравоохранения в мире, однако по продолжительности жизни мы занимаем примерно 42-е место. United — [неразборчиво] крупнейшая компания в США по рыночной капитализации, уступающая только Apple, Google и Walmart. Она росла и росла, но какова продолжительность нашей жизни? Нет, реальность такова, что эти [неразборчиво] просто стали слишком могущественными. Они продолжают злоупотреблять нашей страной ради огромной прибыли, потому что американская общественность позволяет [sic] им это. Очевидно проблема более сложная, но у меня нет места, и, честно говоря, я не претендую на звание самого квалифицированного человека, чтобы изложить всю аргументацию. Но многие уже разоблачали коррупцию и жадность (например, Розенталь, Мур) десятки лет назад, а проблемы так и сохраняются. На данном этапе это не вопрос информированности, а, очевидно, игра во власть. По-видимому, я первый, кто смотрит ´этой правде в лицо с такой беспощадной честностью..
Оригинальный текст (англ.)«To the Feds, I'll keep this short, because I do respect what you do for our country. To save you a lengthy investigation, I state plainly that I wasn't working with anyone. This was fairly trivial: some elementary social engineering, basic CAD, a lot of patience. The spiral notebook, if present, has some straggling notes and To Do lists that illuminate the gist of it. My tech is pretty locked down because I work in engineering so probably not much info there. I do apologize for any strife of traumas but it had to be done. Frankly, these parasites simply had it coming. A reminder: the US has the #1 most expensive healthcare system in the world, yet we rank roughly #42 in life expectancy. United is the [indecipherable] largest company in the US by market cap, behind only Apple, Google, Walmart. It has grown and grown, but as [sic] our life expectancy? No the reality is, these [indecipherable] have simply gotten too powerful, and they continue to abuse our country for immense profit because the American public has allwed [sic] them to get away with it. Obviously the problem is more complex, but I do not have space, and frankly I do not pretend to be the most qualified person to lay out the full argument. But many have illuminated the corruption and greed (e.g.: Rosenthal, Moore), decades ago and the problems simply remain. It is not an issue of awareness at this point, but clearly power games at play. Evidently I am the first to face it with such brutal honesty.»

### Социальные сети
После ареста несколько новостных агентств проанализировали социальные сети Манджоне, чтобы собрать информацию о его социальных, политических и религиозных взглядах. Было обнаружено, что его посты выражают обеспокоенность по поводу порнографии, программ разнообразия, равенства и инклюзивности (DEI), падения уровня рождаемости, воук-политики, секуляризации общества и упадка христианства; Манджоне также былтрадиционалистом. Он склоняется в пользу религии по эволюционным соображениям, выступая против Нового атеизма и выражая интерес к религии Японии — синтоизму. Манджоне проявил скептическое отношение как к Джо Байдену, так и к Дональду Трампу. Многочисленные источники сообщали, что он следил за представителем Демократической партии Александрией Окасио-Кортес, а также за Робертом Ф. Кеннеди-младшим и другими, называя себя политически неопределенным и «антисистемным».
По данным Business Insider, впоследствии удаленные посты Манджоне в социальных сетях подтверждают идею о том, что «на его мировоззрение оказали влияние реакционные правые мыслители». Журнал Time заявил, что не может определить, были ли его политические взгляды левыми или правыми. The Spectator писала, что его мировоззрение «не было привязано к стандартному лево-правому спектру». Jacobin утверждала, что он придерживался «смеси взглядов и политических убеждений, которые нельзя четко сопоставить ни с одной категорией политического спектра».
Манджоне опубликовал на Goodreads рецензию на книгу Теда Качинского (Унабомбера) «Индустриальное общество и его будущее» , в которой Качинский описывается как «справедливо заключенный в тюрьму» и подвергается критике за применение им насилия в отношении невинных людей. В рецензии цитировались следующие слова: «Явно, написано математическим вундеркиндом. Читается как ряд лемм по вопросу качества жизни в XXI веке» и «Легко быстро и бездумно списать это на манифест сумасшедшего, чтобы избежать столкновения с некоторыми неудобными проблемами, которые он определяет [...], но просто невозможно игнорировать, насколько пророческими оказались многие из его предсказаний о современном обществе». Рецензия, которая дала манифесту четыре звезды из пяти, также содержала цитату, которую рецензент, по его словам, нашел в Интернете. В цитату вошли строки: «Насилие никогда ничего не решает» — это утверждение трусов и хищников» и «Когда все другие формы коммуникации терпят неудачу, насилие необходимо, чтобы выжить».
Журналист Роберт Эванс связал Манджоне с нечётко определённой интернет-субкультурой, называемой gray tribe или «рационалистическим движением». Эванс описал её членов как «осознанно интеллектуальных, непредвзятых, [и] озабоченных тем, чтобы научиться преодолевать свои собственные ментальные предубеждения. Они намеренно эклектичны в своей информационной диете, призывая эзотерические идеи из многих различных областей, [и] часто являются системными мыслителями, которые гордятся тем, что приписывают социальные проблемы не индивидуальному злу, а сложным взаимодействиям стимулов и институтов».

## Общественный имидж
После ареста Манджоне получил поддержку в Интернете и получил репутацию народного героя, назывался современным Робин Гудом. По данным Института исследования сетевых инфекций, вариации хэштега «#FreeLuigi» публиковались в Twitter более 50 000 раз со дня его ареста. Сокамерники Манджоне в тюрьме округа Хантингдон в Пенсильвании кричали «Освободите Луиджи» из своих камер во время интервью в прямом эфире NewsNation. Группы людей собрались у зданий суда, чтобы показать свою поддержку Манджоне во время судебных слушаний .
Стрит-арт, граффити и плакаты в поддержку Манджоне появились на зданиях, улицах, шоссе и в других местах. В округе Риверсайд, Калифорния появился рекламный щит со словами «Освободите Луиджи», а в Сиэтле — панно, изображающее Манджоне в образе персонажа серии игр Mario Луиджи.

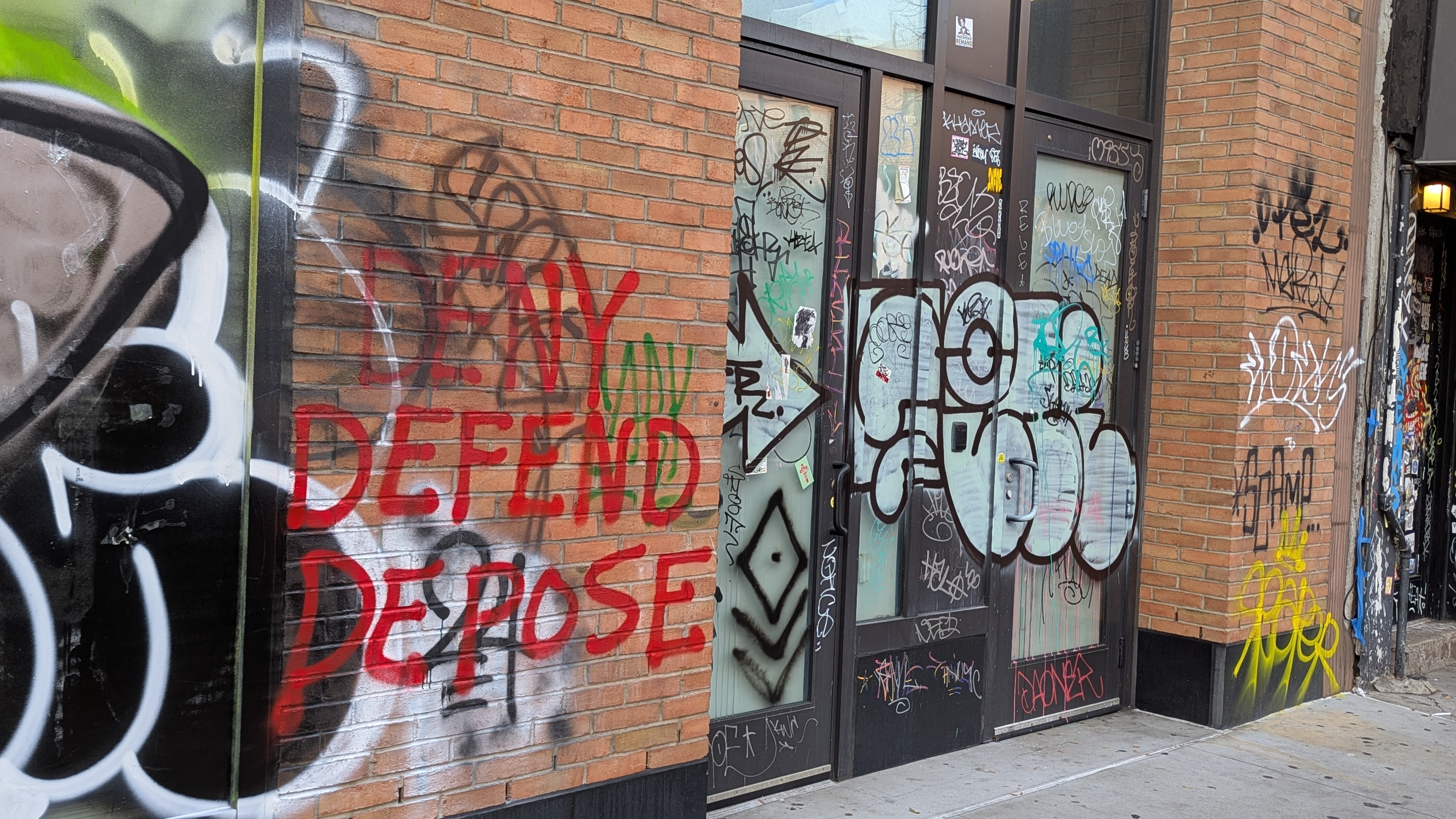
Граффити Deny Defend Depose в Нью-Йорке
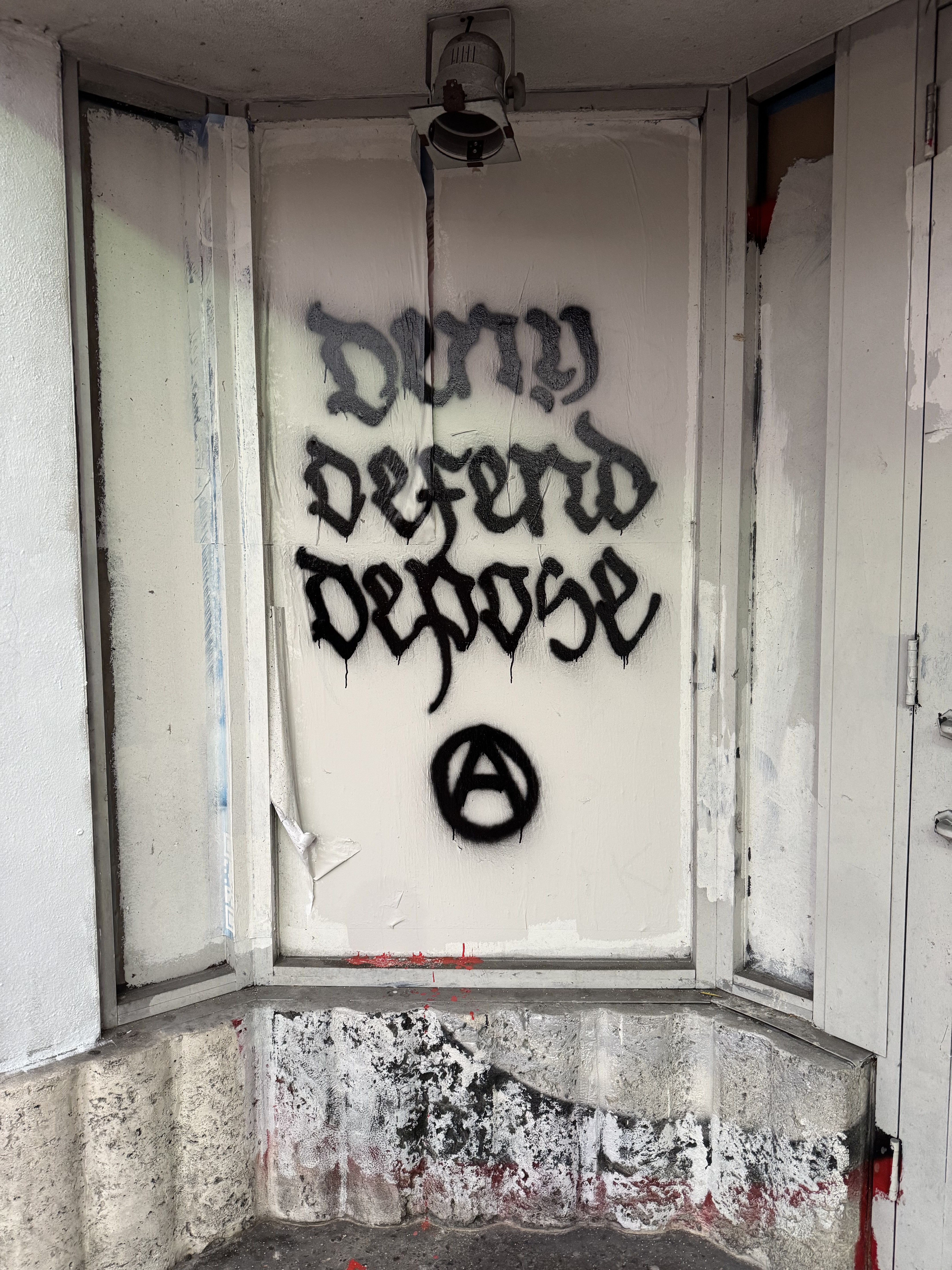
Граффити Deny Defend Depose в Майами-Бич, Флорида
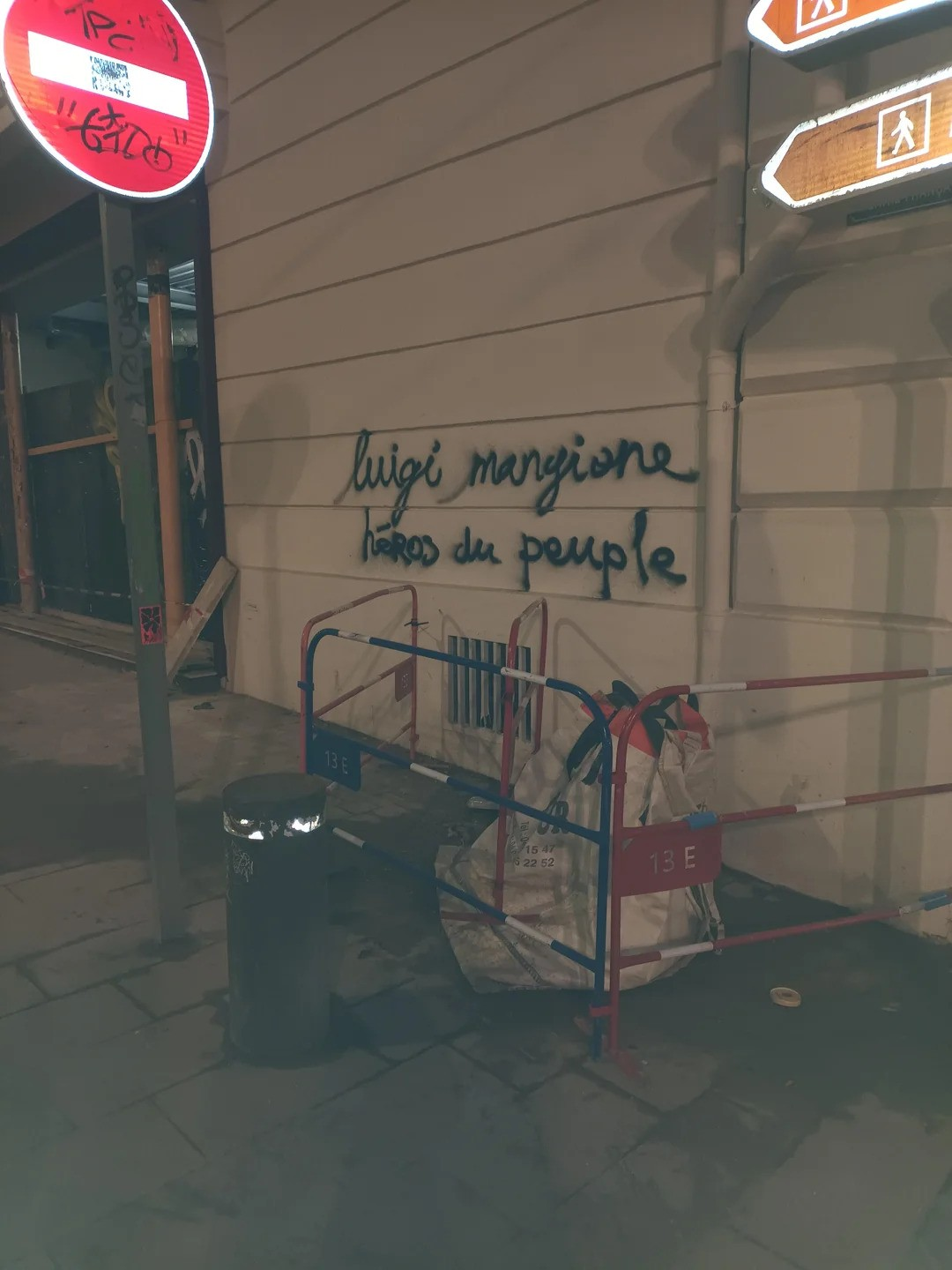
Граффити «Луиджи Манджоне, герой народа» в Марселе, Франция.

Изображения и мемы с изображением Манджоне в виде святого РКЦ распространились в Интернете. Товары и сувениры в поддержку Манджоне были размещены на Etsy, Amazon и других сайтах электронной коммерции. Впоследствии карточки этих товаров были удалены: сообщается, удаление некоторых товаров с площадок было осуществлено после соответствующих запросов, связанных с нарушением авторского права и DMCA, поступивших от организации, выдающей себя за UnitedHealth Group Inc. Пользователи социальных сетей ссылались на аккаунт тюремного магазина Манджоне, собирающий пожертвования на «закуски, газировку, iPad и т. д.». The Independent сообщила, что Манджоне получил более сотни почтовых отправлений во время своего пребывания под стражей в Пенсильвании.
Поддержка, оказанная Манджоне, была связана с преимущественно негативным отношением общественности к отрасли медицинского страхования. Многие считают практику отказа в выплате страхового возмещения несправедливой и наносящей вред обществу. Убийство Томпсона вызвало растущее число призывов к реформе медицинского страхования, а сам Томпсон, как и компания UnitedHealth, нередко становились объектами критики. 14 февраля 2025 года Манджоне поблагодарил общественность в своем первом официальном заявлении после ареста, заявив, что «поддержка вышла за рамки политических, расовых и даже классовых различий».

### Опросы общественного мнения
Опрос The Economist, проведенный с 15 по 17 декабря среди 1553 взрослых граждан США, показал, что 43% американских граждан относятся к Манджоне «скорее негативно» или «очень негативно», в то время как 21% относятся к нему «скорее благосклонно» или «очень благосклонно»; 37% не определились. Наибольшую поддержку Манджоне, согласно опросу, получил от людей в возрасте 18–29 лет и «очень либеральных граждан». Наименее благоприятно к Манджоне отнеслись граждане в возрасте 65 лет и старше и «очень консервативные граждане».
11 декабря Центр стратегической политики провел онлайн-опрос среди 455 взрослых американцев. Выяснилось, что «61% респондентов заявили, что они «негативно или очень негативно относятся к Манджоне», 19% высказали положительное или умеренно положительное мнение, а 21% не смогли дать ответ. Мнения о Манджоне «существенно» различаются в зависимости от возраста: респонденты моложе 45 лет относятся к нему более позитивно, чем те, кому за 45. Кроме того, мужчины с большей вероятностью поддерживают Манджоне, чем женщины, а чернокожие и испаноязычные респонденты с большей вероятностью поддерживают его, чем белые респонденты. Опрос также показал, что молодые американцы относятся к Манджоне «гораздо более благосклонно», чем к Томпсону и UnitedHealthcare.

### Внешность
Была отмечена привлекательная внешность Манджоне, Кара Алаймо, пишущая для журнала Time, заявила, что он стал «своего рода интернет секс-символом».
После появления Манджоне в зале суда на Манхэттене 23 декабря, Maison Margiela оказался в трендах Twitter и Threads после того, как пользователи социальных сетей неправильно идентифицировали бренд бордового свитера, который был надет на Манджоне. Позже пользователи определили, что на нем был «свитер с круглым вырезом из шерсти мериноса, который можно стирать» от бренда Nordstrom; свитер был оперативно прозван Mangione Merino и был быстро раскуплен. После его появления в суде в феврале 2025 года фотографии закованных в кандалы лодыжек Манджоне в коричневых туфлях стали вирусными, а поисковые запросы в Google «лоферы Луиджи Манджоне» и «лодыжки Луиджи Манджоне» выросли на 1400% и 500%.. Что касается популярности Манджоне в Интернете, криминолог Диана Рикард сообщила изданию Women's Wear Daily: «Мы видим как Манджоне быстро стал как народным героем, так и героем народной моды».